# Mil Mi-6
O Mil Mi-6 (OTAN: Hook) é um helicóptero de transporte militar pesado soviético, que voou pela primeira vez em 1957 e foi construído em massa para papéis civis e militares. O Mi-6 foi desenhado pela Mil.
Poucos ainda estão em serviço, a maioria na Sibéria e um pequeno número na República Popular da China.

## Operadores
- Argélia, Bielorrússia, Bulgária, Cazaquistão, República Popular da China, Egito, Etiópia, Indonésia, Iraque, Cazaquistão, Peru, Rússia, Síria, Ucrânia, Uzbequistão, Vietnã

|  |

## Operadores civis
- Aeroflot

|  |